# Decreto Amunátegui

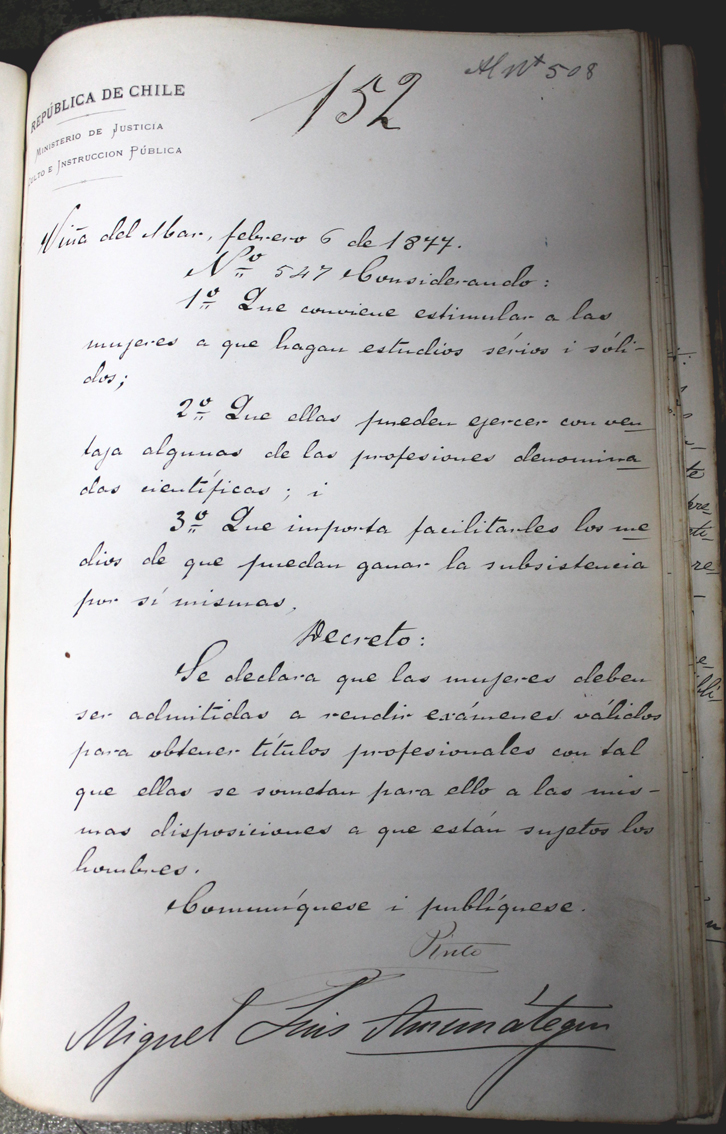
Fotografía del «Decreto Amunátegui» original.

Decreto Amunátegui es el nombre por el cual se conoce al decreto supremo chileno dictado por el presidente Aníbal Pinto y firmado por el ministro Miguel Luis Amunátegui, el 6 de febrero de 1877, por el cual se autorizó a las mujeres a cursar estudios universitarios en ese país.

## Antecedentes
La creación de la Universidad de Chile en 1842 es un hito fundamental en la historia de la educación decimonónica y en el nacimiento de la clase profesional en el país. No obstante, el acceso a la instrucción universitaria estuvo vedado para la población femenina la mayor parte del siglo XIX, periodo en el cual aquella contaba con escasas alternativas educativas. Las mujeres podían asistir a la escuela primaria, a la Escuela Normal de Preceptoras —creada en 1854 y dirigida por las religiosas del Sagrado Corazón— y hacia fines del siglo XIX, a los primeros liceos femeninos.
La necesidad de contar con mujeres instruidas que se hicieran cargo de la educación de sus hijos o que pudieran paliar la estrechez económica con algún tipo de formación u oficio fueron materias de tempranas discusiones que animaron el debate público respecto de la relación entre mujeres y profesión universitaria desde la década de 1870.

## El decreto

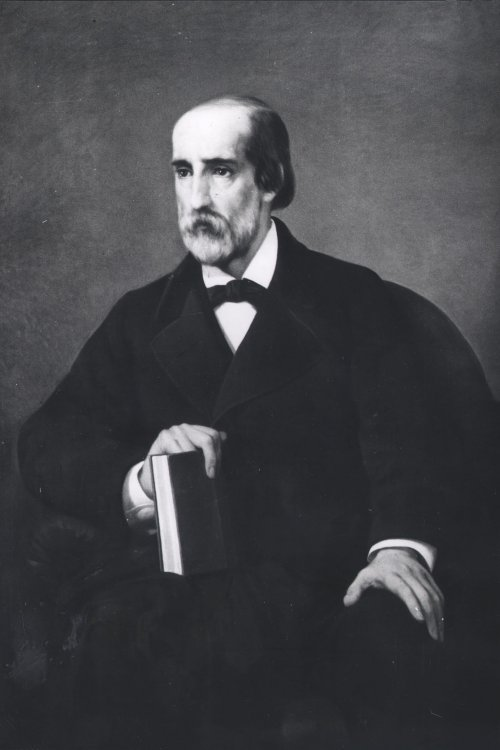
Miguel Luis Amunátegui, ministro que firmó el decreto.

Como consecuencia del debate público en torno a la relación de las mujeres y los estudios universitarios, el gobierno del presidente Aníbal Pinto Garmendia dictó el decreto N° 547, que autorizó el acceso de las mujeres a los estudios universitarios. Fue firmado el 6 de febrero de 1877 en la ciudad de Viña del Mar por el presidente Pinto y el entonces ministro de Justicia, Culto e Instrucción Pública Miguel Luis Amunátegui, por lo cual se hizo conocido como «Decreto Amunátegui».
El decreto se basó en tres argumentos: la conveniencia de estimular en las mujeres la dedicación al estudio continuado; la arraigada creencia de que las mujeres poseían ventajas naturales para ejercer algunos oficios relacionados con la asistencia a otras personas; y la importancia de proporcionar los instrumentos para que algunas mujeres, que no contaban con el auxilio de su familia, tuvieran la posibilidad de generar su propio sustento. También estipulaba que las mujeres que aspiraban obtener títulos profesionales debían rendir exámenes válidos bajo las mismas condiciones a las que estaban sometidos los hombres.
En el decreto se expresaba:

Considerando:

1° Que conviene estimular a las mujeres a que hagan estudios serios y sólidos;
2° Que ellas pueden ejercer con ventaja alguna de las profesiones denominadas científicas;
3° Que importa facilitarles los medios de que puedan ganar la subsistencia por sí mismas;
Decreto:
Se declara que las mujeres deben ser admitidas a rendir exámenes válidos para obtener títulos profesionales, con tal que se sometan para ello a las mismas disposiciones a que están sujetos los hombres.

Comuníquese y publíquese.

## Efectos

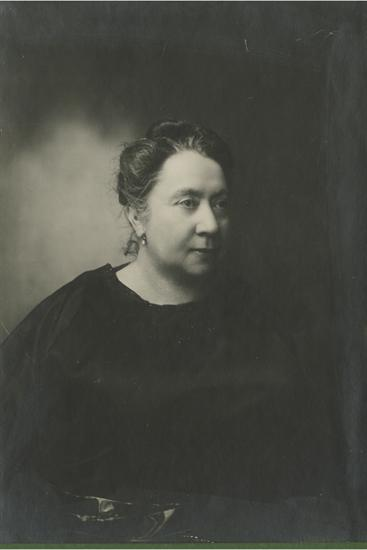
Eloísa Díaz, primera mujer con un título profesional obtenido en Chile, y primera médica de Chile y Latinoamérica.

Hacia fines del siglo XIX, las carreras elegidas por las primeras mujeres universitarias fueron medicina y derecho. Las primeras mujeres en recibir el título de médico cirujano fueron Eloísa Díaz —quien también fue la primera médica de América Latina— y Ernestina Pérez, ambas en 1887. Las primeras abogadas chilenas fueron Matilde Throup (1892) y Matilde Brandau (1898) y la primera químico-farmacéutica fue Griselda Hinojosa (1899).
Pasados cincuenta años del decreto Amunátegui, la incorporación de las mujeres a la vida universitaria se había ampliado de manera sustantiva a carreras como las de química y farmacia, odontología, pedagogía, obstetricia, enfermería y servicio social. Hacia 1960, más de ocho mil mujeres habían recibido educación universitaria, constituyéndose así un grupo diverso de mujeres profesionales, concentradas en su mayoría en la capital, Santiago, entre las cuales el oficio preferido fue el de profesora de Estado.
Muchas de estas profesionales pioneras, entre ellas, Elena Caffarena, conformaron y lideraron organizaciones feministas durante la primera mitad del siglo XX, a través de las cuales buscaron la reivindicación civil y política de la mujer y proteger a las más desposeídas de la sociedad.